# Barranc de Gargalló
El Barranc de Gargalló, és un barranc de l'antic terme de Sapeira, actualment inclòs en el terme municipal de Tremp, al Pallars Jussà. És afluent de la Noguera Ribagorçana.
Es forma al capdamunt del Clot de Juvillà, al vessant meridional del Serrat de Roca Roia, des d'on davalla cap a ponent, passa per la Ribereta i s'aboca en la Noguera Ribagorçana a Llanasseta.